# إنريكي إثكواجا
إنريكي إثكواجا إيباس (مدريد، 1912 - 1985) كان كاتبًا وشاعرًا وناقدًا فنيًا إسبانيًا، ينتمي إلى الحركة المعروفة باسم "جيل 36".
درس في مدرسة الفنون والحرف ثم كرّس نفسه للسفر عبر إسبانيا. تعرّف على الشاعر ميغيل هرنانديز الذي كان له تأثير كبير على إبداعه لاحقًا.تعاون مع صحيفتي "إل سول" و"لوز". كان أحد مؤسسي "هوخا ليتيراريا" مع أرتورو سيرانو بلاخا وأنطونيو سانشيز باربودو. كما شارك في أنشطة ثقافية برعاية حكومة الجمهورية مثل "باتروناتو دي ميسيونيس بيداغوجيكاس". في عام 1933 حصل على الجائزة الوطنية للأدب عن كتابه "خط ونبرة"، لكن بناءً على رغبته ظل العمل مصنفًا كعمل غير منشور. بعد الحرب الأهلية تعاون مع أوجينيو دورس في "الأكاديمية المختصرة لنقد الفن"، وأسس مجلتي "كارتي دي لاس آرتيس" و"مايرينا". وأيضًا ساهم لفترة قصيرة في المجلة الجامعية "هاز".
وبسبب الجو القمعي في إسبانيا خلال فترة الأربعينيات من القرن العشرين 1940، هاجر إلى أمريكا اللاتينية بحثًا عن الحرية الإبداعية. أقام في بوينس آيرس لمدة أحد عشر عامًا حيث أسس مجلة "أتلانتيدا". عند عودته إلى إسبانيا، حصل على جائزة "لاثارو غالدياو". وهو صاحب إنتاج أدبي غزير نذكر منه: دواوين شعرية: الحجر الوحيد، النشيد اليومي، قصيدة العربات الثلاث، السعادة المشتركة، رصيف الإنسان، أولميدا؛ روايات: الموظف، عازفة القيثار، ديانا أو الصدفة، اختبار البحر؛ أعمال نقدية: تسليمات، التكعيبية، غويا، منحوتات كريستينو مايو، رونديلا، ألبرتو، الرسم من أجل الحياة لمارتينيث نوفيو، رسومات غريغوريو ديل أولمو، اللوحات الأخلاقية لفيلا ثانيتي.